# Jacques Biot
Pour les articles homonymes, voir Biot.
Jacques Biot, né le 6 décembre 1952, est un ingénieur, haut fonctionnaire et entrepreneur français, lobbyiste pharmaceutique, président exécutif de l'École polytechnique de 2013 à 2018.
Il est actuellement président du conseil d’administration de Huawei France.

## Biographie

### Formation
Jacques Biot est ancien élève du Lycée du Parc, de l’École polytechnique (promotion 1971) et ingénieur du Corps des Mines.

### Carrière
Il a effectué les premières années de sa carrière professionnelle au sein du ministère de l'Industrie et de la Recherche. Il a ensuite été conseiller « Industrie et Technologie » au cabinet du Premier ministre Laurent Fabius qu'il a quitté le 29 avril 1985, juste avant que n'éclate l'affaire du sang contaminé. Par la suite, il a occupé des fonctions exécutives au sein d'entreprises françaises de la biopharmacie, dont il a accompagné le développement sur le marché mondial (Roussel Uclaf puis Pasteur Mérieux Sérums et Vaccins, intégrées depuis au sein du groupe Sanofi).
Depuis 1992, il a mené une carrière d'homme d'affaires en assemblant, au sein du cabinet de conseil en stratégie JNB Développement qu'il a créé et présidé jusqu'à mi-2012, une équipe pluridisciplinaire dédiée à l'évaluation et à la promotion de l'innovation dans les sciences de la vie et des technologies de santé .
En 2004, il est devenu un lobbyiste engagé par Lundbeck (multinationale pharmaceutique) pour faire pression sur la Commission de la Transparence de la Haute Autorité de santé en faveur de Seroplex, un antidépresseur dont la commercialisation en France et le remboursement par la Sécurité sociale sont depuis fortement suspectés d'être illégaux,. Il a également occupé les fonctions d'administrateur indépendant et vice-président des Laboratoires Guerbet, entreprise de taille intermédiaire (ETI) familiale française cotée . Il jouait également un rôle d'investisseur dans de jeunes pousses françaises du domaine de la santé.
Jacques Biot est depuis 10 ans[Quand ?] membre de la commission scientifique et technique du Corps des Mines qui supervise les travaux de thèse de jeunes ingénieurs optant pour la formation par la recherche [Quoi ?] [réf. nécessaire]. Il a par ailleurs activement participé, en tant que président de l’École des mines d'Alès (de 2002 à 2013), aux réflexions relatives à la stratégie des Écoles des Mines et notamment à la constitution de l'Institut Mines-Télécom.
Aux rencontres économiques d'Aix de juillet 2017, Jacques Biot présente sa vision du rôle des universités vis-à-vis des étudiants, à travers un contrat tacite, celui de permettre à tous les étudiants de trouver un emploi. Ce contrat repose selon Jacques Biot sur quatre critères essentiels : la sélection, en enseignement aux frontières de la connaissance adossée à la recherche, le mode de partage qui évolue avec les technologies numériques et le réseau qui fédère les anciens élèves et constitue un important levier de développement.

### Président de l'École polytechnique (2013-2018)
Le 26 juin 2013, il est nommé en conseil des ministres président exécutif de l'École polytechnique dans sa nouvelle gouvernance (loi de mars 2012). Sa nomination est effective à compter du 1er juillet, date à laquelle prend fin le mandat de Marion Guillou, présidente du conseil d’administration depuis mars 2008,.
L'ouverture du cycle Bachelor était initialement prévue pour 2018, il l'avance d'un an,.
Il conclut également avec Total un accord pour l'ouverture d'un centre de recherche au milieu du campus, à une centaine de mètres des bâtiments d'enseignement. Quand la construction débute fin 2019, elle est vivement critiquée parmi les élèves, certains refusant de voir s'opérer une collusion entre un groupe privé et une école d'État.
Son mandat échoit le 30 juin 2018 ; sa candidature à sa propre succession n'est pas retenue, et il voit Éric Labaye lui succéder.
Les ministres des Armées et de l'Enseignement supérieur et de la Recherche ont salué l'action de Jacques Biot au cours de son mandat.

### Huawei France
En octobre 2019, il est nommé administrateur chez Huawei France ,. Le 28 octobre 2020, il est nommé Président du Conseil d'Administration de Huawei.

## Rapports
En 1989, Jacques Biot et Jacques Dangoumau, ont été chargés par les ministres de l'Industrie Roger Fauroux, de la Santé Claude Évin et de la Recherche Hubert Curien, d'un rapport sur les perspectives de l'industrie pharmaceutique française. Ce rapport illustrait notamment certaines faiblesses telles que l'insuffisante culture réglementaire de certains laboratoires, et le manque de coopération entre la recherche publique et la recherche privée.

## Décorations
Jacques Biot est officier de la Légion d'honneur et de l'ordre national du Mérite

### Sources
- Annuaire du Corps des mines, 2012.